# 7754 Gopalan
7754 Gopalan (1989 TT11) là một tiểu hành tinh vành đai chính được phát hiện ngày 2 tháng 10 năm 1989 bởi S. J. Bus ở Cerro Tololo.